# Le Vicaire
Pour les articles homonymes, voir Vicaire (homonymie).
Le Vicaire (Der Stellvertreter en allemand) est une fiction pour le théâtre de Rolf Hochhuth critiquant l'action du pape Pie XII durant la Seconde Guerre mondiale, en particulier à l'égard des Juifs. Lorsque la pièce est montée pour la première fois en 1963, Pie XII est mort depuis cinq ans, et c'est plus généralement l'attitude de l'Église catholique durant la guerre que Rolf Hochhuth dénonce.
Le film Amen. (2002), de Costa-Gavras, est inspiré de cette pièce.
Cette pièce fait également l'objet d'une controverse concernant une tentative de manipulation politique de la part du KGB dans la création de l’œuvre.

## Origine de la pièce

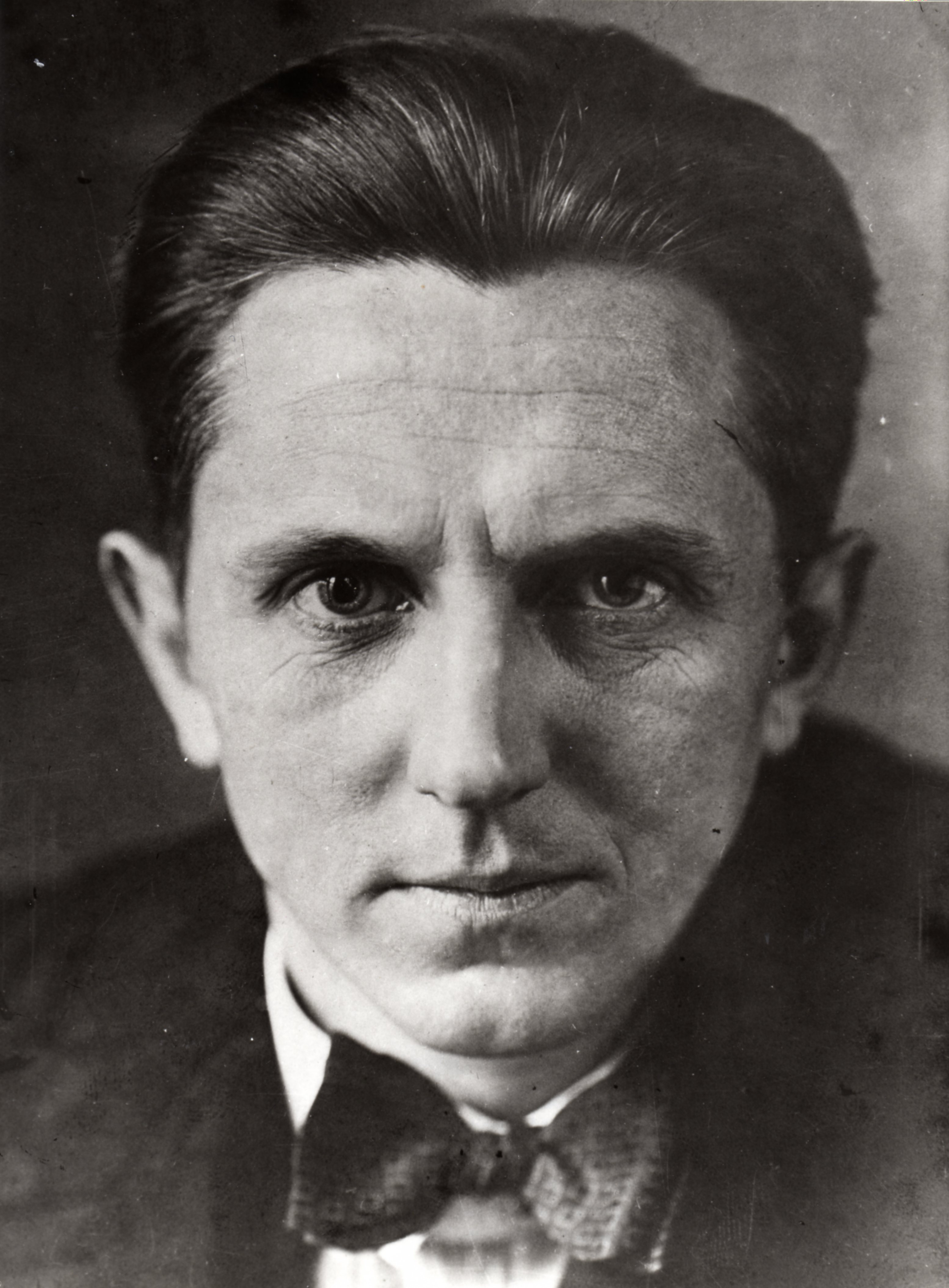
Erwin Piscator, créateur de la pièce Le Vicaire à Berlin en 1963.

On retrouve dans Le Vicaire de nombreux éléments tirés du témoignage de Kurt Gerstein, un officier SS qui avait essayé en vain d'alerter le monde sur la Shoah en train de se dérouler. L'auteur, un jeune dramaturge allemand, Rolf Hochhuth a néanmoins pris des libertés tant avec la réalité historique qu'avec la vie de Kurt Gerstein. Inconnu du public avant cette production, Hochhuth est porté aux nues par le public et soutenu « par une critique dont une part était largement acquise aux arguments des adversaires de Pie XII ».
La pièce est construite selon le plan classique en cinq actes. Dans sa version intégrale, elle dure huit heures. Les représentations sont donc basées sur des adaptations / synthèses : notamment par Erwin Piscator en allemand, et par Jorge Semprún en français. Dans la préface à la version imprimée, Erwin Piscator suggère d'organiser la représentation en deux jours, ou de distribuer au public un livret résumant les passages supprimés et l'assise historique sur laquelle Rolf Hochhuth a construit son œuvre de fiction.

Outre sa longueur exceptionnelle, une autre particularité de la pièce est que les personnages, au nombre de 42 (sans compter les récitants de monologues), sont groupés par deux, trois ou quatre. Tous les personnages d'un groupe doivent être joués par un même acteur, l'auteur ayant voulu ainsi démontrer qu'un même homme pouvait adopter des comportements similaires ou au contraire antagonistes selon les circonstances dans lesquelles la vie le place. Ainsi, par exemple, le cardinal et le Dr Hirz, professeur de médecine expérimentateur ; le nonce à Berlin, le vieux Juif romain converti au catholicisme et le serviteur des Fontana ; ou encore le Juif Jacobson et le milicien fasciste italien relativement correct. 

« À l'ère du service militaire obligatoire, explique Rolf Hochhuth, il est constant que le mérite ou la responsabilité, non plus que la qualité du caractère, ne décident pas inconditionnellement si l'on est sous tel ou tel uniforme et si l'on appartient aux bourreaux ou aux victimes. »

Le titre original de la pièce, lors de sa première représentation était « Le Calvaire, une tragédie chrétienne ». Il est transformé en « The Vicar » lors de sa traduction en anglais, puis « Le Vicaire », lors de sa sortie en France. Ce nouveau titre est une référence directe au souverain pontife, qui est selon la tradition catholique romaine le vicaire du Christ sur terre En effet, toute la pièce tente de répondre à la question de savoir si Pie XII a failli à sa mission de vicaire et, plus généralement, si l'Église catholique a failli à sa mission universelle de charité.
Une controverse est également apparue sur l'origine exacte de la pièce, avec une accusation de manipulation par le KGB qui cherchait à ternir l'image de l'Église catholique et du pape en particulier, juste quelques années après sa mort,. Cette œuvre, qui n'est pas basée sur une recherche historique et contient plusieurs erreurs (historiques), a provoqué dès sa création des controverses dans les milieux intellectuels,.

## Résumé de l'action et principaux thèmes
La pièce commence en août 1942.

### Premier acte: la mission
Le premier acte s'ouvre par une discussion entre le nonce apostolique en poste à Berlin, Cesare Orsenigo, un jeune jésuite imaginaire, Riccardo Fontana (personnage librement inspiré de Bernhard Lichtenberg, un prêtre catholique qui a résisté au nazisme, et qui a été béatifié et nommé Juste parmi les nations) et un moine bavarois. Riccardo arrive de Rome, et le nonce le familiarise avec les réalités berlinoises et demande à Riccardo quelles sont les intentions du pape : 

« La paix avec Hitler à tout prix — ou bien la liberté pour [le nonce] de s'élever résolument, sans ambages, contre les crimes tout comme [son] confrère le nonce de Slovaquie qui, il y a quinze jours, a protesté avec véhémence contre le massacre des Juifs de Presbourg. »

La discussion se poursuit sur l'opportunité de dénoncer le concordat du 20 juillet 1933, mais est interrompue par l'entrée de Gerstein. L'accueil est des plus froids, l'uniforme SS porté par le visiteur faisant craindre au nonce une provocation nazie. Gerstein décrit néanmoins le gazage des Juifs qu'il a vu à Belzec et Treblinka en demandant au nonce de transmettre l'information au Vatican. Le nonce refuse et répond à Gerstein qu'il n'a qu'à en parler à Hitler. Gerstein demande encore au nonce quand le Concordat sera enfin dénoncé, et Riccardo intervient pour dire que de telles informations étaient déjà arrivées à Rome depuis la Pologne, mais que personne ne pouvait y croire. Le nonce, désormais paniqué, le met à la porte. Gerstein montre encore au moine les commandes qu'il a passées pour de l'acide cyanhydrique et explique qu'il doit livrer de l'acide prussique, mais la seule réaction du moine est de lui rappeler le respect dû au nonce et la surveillance par la Gestapo dont la nonciature fait l'objet.
La deuxième scène se passe le même jour, dans une taverne souterraine près de Berlin. Diverses personnalités politiques ou économiques () de l'Allemagne nazie s'y sont retrouvées, à l'invitation d'Adolf Eichmann : aristocrates, fonctionnaires, militaires, industriels, médecins SS, médecins militaires, et un Docteur mystérieux, sans nom, mais qui n'hésite pas à ridiculiser la grandeur allemande et dont on apprendra qu'il est le commandant du camp d'Auschwitz ; il y a aussi un professeur Hirt de l'Université de Strasbourg qui raconte les expériences auxquelles il se livre sur les crânes de Juifs et de commissaires politiques communistes. Les personnages sont semi-fictifs, certains ayant les noms de figures historiques, d'autres étant directement inspirés par les membres typiques de telle ou telle classe socio-professionnelle de l'Allemagne nazie. Ils sont servis par Helga, jeune nazie enthousiaste et prête à tout pour satisfaire ses supérieurs et jouent aux quilles tout en devisant sur la situation actuelle. Ils alternent plaisanteries grivoises et discussions graves sur le sort des Juifs, un industriel catholique (Von Rutta) justifie l'utilisation de travailleurs-esclaves dans les usines Krupp, mais les remous provoqués à Presbourg par le nonce n'arrivent pas à inquiéter un Eichmann sûr de la soumission de l'Église catholique en général. Ils se félicitent au contraire de la conclusion du Concordat et reconnaissent en Pacelli un gentilhomme. L'exploitation escomptée de la main-d'œuvre réduite en esclavage directement en Ukraine est une idée qui réjouit la compagnie qui s'inquiète pourtant de la concurrence des diverses firmes allemandes pour ce personnel docile et pratiquement gratuit. Entre alors Gerstein, qui vient faire rapport à Eichmann de son inspection des camps de Belzec, Treblinka et Majdenek : le diesel n'est pas fonctionnel, mais Gerstein n'a pas pu tester l'acide prussique comme cela lui fut demandé parce que le commandant de Belzec s'y est opposé et que l'acide était en phase de décomposition. Eichmann peine à admettre que la mission a été un échec, mais réitère sa confiance en Gerstein. Helga annonce sa mutation prochaine à Auschwitz et les lumières s'éteignent alors que les bombes pleuvent sur la taverne.
La troisième scène montre, le lendemain de la soirée à la taverne, Gerstein en train de réparer son appartement qui a également subi des bombardements. Il est aidé de Jacobson, un Juif berlinois imaginaire qu'il cache chez lui. La fanfare de la Jeunesse hitlérienne résonne dans la rue durant la plus grande partie de la scène. Gerstein promet un laissez-passer à Jacobson, qui s'inquiète pour ses parents. Les travaux sont interrompus par le Docteur qui vient rendre visite à Gerstein : clairement, il soupçonne Gerstein de ne pas être loyal à 100 %, et le teste par diverses questions-piège, sans arriver à percer le mystère du « témoin du Christ » comme il appelle Gerstein - dont il reconnait pourtant qu'il est la seule personne avec laquelle on puisse discuter intelligemment ; Gerstein ressort épuisé nerveusement de l'épreuve. À peine le Docteur reparti bredouille, voilà que Riccardo Fontana s'invite chez Gerstein : c'est désormais Gerstein qui se méfie, mais Riccardo insiste sur l'aide qu'apportera l'Église et sur la foi qu'il accorde aux récits de Gerstein. Il promet d'en informer rapidement à son père, le comte Fontana qui est l'un des laïcs les plus haut placés de la Curie romaine - court-circuitant de la sorte le refus du nonce ; on apprend aussi que la mère de Riccardo était allemande et protestante. En échange, Riccardo demande à Gerstein le nom du prêtre qui est l'agent SS en poste au Vatican, mais Gerstein n'en sait rien. La discussion se poursuit sur la culpabilité primordiale du peuple allemand pourtant pas pire que les autres peuples, sur l'aspect obligatoire que revêt la « trahison » de Gerstein au régime, de la réputation qui sera attachée à Hitler plus tard (se transformera-t-il en héros positif comme Napoléon ?) et finalement, Riccardo accepte d'échanger ses habits et son laissez-passer avec Jacobson qui est ressorti de sa cachette : c'est une idée de Gerstein pour voir si Riccardo n'a que des belles paroles ou est aussi capables d'actes de bravoure. En échange, Jacobson lui donne son étoile jaune, le « stigmate des hors-la-loi ».

### Deuxième acte: les cloches de Saint-Pierre
Le deuxième acte se passe le 2 février 1943. Il consiste en une seule scène, située chez le comte Fontana (personnage fictif, père de Riccardo ; aristocrate, camérier secret du pape au même titre que le chancelier allemand Franz von Papen) à Rome, sur le Janicule. Le fond sonore n'est plus assuré par la fanfare des Jeunesses hitlériennes comme dans l'acte I mais par les cloches de la Basilique Saint-Pierre voisine et qui sonnent à toute volée. L'acte s'ouvre sur une scène cocasse où un photographe maniéré cherche, malgré les piques que lui lance un domestique, à réaliser le portrait officiel d'un comte impatient. L'arrivée de son fils Riccardo permet au comte de se libérer de la corvée et d'ordonner au photographe de réaliser le portrait du domestique à sa place.
La discussion entre le père et le fils permet de mettre en lumière les débats qui secouent alors le Vatican (le dogme de l'Assomption) au grand désarroi de Riccardo qui voit des urgences plus pressentes dans l'actualité immédiate. Il annonce à son père effaré qu'il a quitté Berlin sans permission du nonce après avoir promis « que le pape allait protester par un grand cri qui lancera dans l'action la pitié du monde entier », ne pouvant plus supporter que « depuis des mois les Juifs de toute l'Europe soient exterminés en suivant le Bottin ». Le comte est au courant mais peine à croire à ces rumeurs monstrueusement exagérées selon lui ; le fait que le Vatican soit au courant déstabilise un peu Riccardo qui devient de plus en plus agité et vindicatif. Le comte ne voit pas « comment le Pape pourrait, sans réviser sa politique de neutralité, forcer Hitler à ne pas déporter les Juifs » tandis que le jeune jésuite a la réponse qui sera l'un des leitmotiv de la pièce : « En se servant du fait qu'Hitler redoute son influence. Ce n'est pas par pitié qu'Hitler a interdit, pour la durée de la guerre, toute mesure contre l'Église. » La discussion se poursuit, sans que ni le père ni le fils n'arrive à convaincre l'autre du bien-fondé pour l'un de sa prudence, pour l'autre de sa fougue et de l'urgence de la situation. Finalement, Riccardo se demande si « le Christ se serait dérobé, lui ? » ce qui a pour effet d'énerver le père à bout d'arguments.
Entre alors un cardinal (sans nom dans la pièce, c'est un personnage jovial, mais très à cheval sur les convenances et dévoué corps et âme au pape). Après s'être enquis de la santé de Riccardo qu'il trouve éprouvé et nerveux, le cardinal plaisante puis annonce que les Allemands se sont rendus aux Soviétiques à Stalingrad. Pour Riccardo, « du point de vue psychologique, c'est merveilleux pour nous », mais pour le cardinal, c'est une catastrophe, les Soviétiques étant la pire menace que le monde catholique européen puisse craindre. Il détaille la stratégie de Pie XII qui entendait ménager Hitler pour éviter une déferlante russe sur toute l'Europe : « Qui sait donc déjà si à Stalingrad n'a pas été remportée une victoire qui va, nous les chrétiens, nous mettre en grand péril : n'est-ce pas, tout l'Occident ! » Suit une longue explication de la « Realpolitik » envisagée par le Vatican qui s'arroge la mission d'éteindre le feu dévastant l'Europe et considère que l'exigence de Franklin Roosevelt (capitulation d'Hitler sans condition) est absolument non-chrétienne - une analyse dont le pape a très clairement informé Washington. Au fur et à mesure de la discussion, Fontana père prend le parti de son fils, et tente de faire comprendre le caractère exceptionnel et inouï de la politique nazie à l'égard des Juifs. La tension monte entre les trois hommes, jusqu'à ce que la jovialité du cardinal reprenne le dessus. Il finit par quitter la maison Fontana - mais chacun campé sur ses positions. L'acte se termine par la constatation du comte que « Stalingrad est le tournant qui nous permet d'agir » et la supplique de Riccardo : « Père ! Je t'en conjure : nous devons agir avant que [le secrétaire d'État allemand aux Affaires étrangères, et nouvel ambassadeur auprès du Saint-Siège] Weizsäcker arrive à Rome, immédiatement, père… » tandis que les cloches se remettent à sonner de plus belle.

### Troisième acte: les épreuves
Le troisième acte - Les épreuves développe les doutes et les problèmes de conscience du jeune jésuite, tandis que, selon les mots de Gérard Reitlinger, « les Juifs, littéralement, furent traînés à la mort du parvis de la Basilique Saint-Pierre ». Riccardo se rend notamment compte que, si Dieu peut pardonner à un bourreau les pendaisons qu'il exécute, ni un prêtre ni le pape ne peuvent espérer un pardon divin pour de tels actes (en fait : une telle absence d'actes) - d'autant plus que les spectateurs apprennent de la bouche d'un officier que, dans le même temps, le pape reçoit amicalement des milliers de militaires allemands. Riccardo songe alors pour la première fois à suivre l'exemple réel de Bernhard Lichtenberg : accompagner les Juifs aux camps de la mort jusqu'à y partager leur sort. La deuxième partie de l'acte montre une famille juve romaine qui pense se réfugier dans un couvent comme cela avait été autorisé par le Vatican mais qui, au moment de quitter son appartement cossu, est interpellée par une patrouille mixte de SS et de miliciens fascistes italiens ; toute la famille (à l'exception d'un bébé caché par sa mère et sauvé par une voisine devant un milicien qui garde le silence) est emmenée au quartier général de la Gestapo où des interrogatoires humiliants sont menés.

### Quatrième acte: Il gran rifiuto
Le quatrième acte présente le pape qui s'inquiète des richesses financières du Vatican alors que les Alliés ont entrepris de bombarder des fabriques en Italie. Tout en se déclarant disposé à aider les Juifs, Pie XII justifie son silence assourdissant par la nécessité de ne pas provoquer un malheur encore plus grand (ad maioram mala vitanda). Il explique une fois encore à un Riccardo en colère qu'une Allemagne puissante est indispensable pour lutter contre la menace soviétique ; à force d'insister, Riccardo et son père poussent le pape à publier un communiqué - mais la formulation en est si vague que tout le monde sait qu'il ne sera d'aucun effet sur les Allemands. L'acte se termine sur le pape tourmenté par sa conscience et qui se lave frénétiquement les mains après avoir été souillé par la plume utilisée pour signer sa déclaration trop tiède : il est en particulier déstabilisé par la félonie nazie qui a conduit à l'arrestation des Juifs romains, y compris les convertis au christianisme, alors qu'une rançon de 50 kg d'or - dont 15 rassemblés par les paroisses à l'initiative du Vatican - avait été payée à la Gestapo pour leur sécurité ; même cela ne suffit pourtant pas à convaincre Pie XII que Hitler fait peser un danger plus grand sur l'Europe que Staline. Pendant ce temps, Riccardo met l'étoile jaune sur sa soutane en signe de protestation et de solidarité absolue avec les Juifs, un geste qui horrifie le cardinal et laisse le pape pour ainsi dire sans voix.

### Cinquième acte: Auschwitz ou le problème de Dieu
Le dernier acte montre Riccardo qui met l'étoile jaune et part pour Auschwitz, où la fin de la pièce se déroule. Kurt Gerstein arrive à Auschwitz pour tenter de sauver le jeune religieux d'une mort certaine, mais sans succès : l'ecclésiastique est exécuté et le SS est incarcéré. La pièce se termine par la lecture en voix off d'une lettre écrite le 28 octobre 1943 par l'ambassadeur allemand au Vatican, Ernst von Weizsäcker : « Étant donné que nulle autre action ne doit être entreprise ici à Rome dans le cadre de la question juive, on peut escompter que cette affaire délicate au point de vue des rapports entre l'Allemagne et le Vatican est liquidée. » La voix off conclut : 

« Ainsi les chambres à gaz travaillèrent encore pendant une année entière. C'est pendant l'été 1944 que le "taux quotidien d'assassinats", comme on l'appelait, atteignit son point culminant. Le 26 novembre, Himmler fit sauter les crématoires. Deux mois plus tard, les derniers détenus d'Auschwitz étaient libérés par les soldats russes. »

## Mise en scène de la pièce
Le Vicaire est monté la première fois à Berlin le 20 février 1963, dans une mise en scène d'Erwin Piscator.
En France, la première a lieu également en 1963, au théâtre de l'Athénée à Paris, dans une traduction-adaptation de Jorge Semprún, une adaptation scénique de Peter Brook ; avec, notamment, Antoine Bourseiller (le Père Riccardo), Jean Michaud, Alain Mottet (Pie XII), Michel Piccoli (Gerstein, le récitant), Pierre Tabard (le récitant, Jacobson), Jean Topart (le Docteur), Roland Monod (Eichmann, le père général, le fabricant, le SS),. Une présence policière est prévue pour contrer les manifestations d'opposants.

## Critiques de la pièce et controverse sur son origine
Si le Vatican estime que l'écriture du Vicaire a fortement été influencée par Piscator, et plus généralement « par les communistes et les adversaires de l'Église », il met fortement en doute les « révélations » de Pacepa, qui contiennent des erreurs flagrantes.

### Par Rassinier
En 1965, le négationniste Paul Rassinier publie L’Opération Vicaire où il attaque la pièce et prend la défense de Pie XII. 

### Une manipulation du KGB
Selon Ion Mihai Pacepa, officier de la DIE (services d'espionnage roumains) passé à l'Ouest en 1978 et recruté par la CIA américaine, l'histoire de cette pièce serait étroitement liée à celle de l'Union soviétique. L'espion roumain explique qu'en 1963, le général soviétique Ivan Agayants, chef du service de désinformation du KGB, aurait conçu un plan contre Pie XII. L'idée aurait été de produire une pièce de théâtre s'appuyant sur de prétendues archives. Toujours selon Pacepa, le producteur et premier metteur en scène de la pièce, Erwin Piscator, aurait été un communiste dévoué, de longue date en relation avec Moscou. Ainsi, selon l'agent roumain, la pièce de Hochhuth aurait été écrite non d'après le témoignage de Kurt Gerstein, mais d'après un script inventé par Agayants sur la base de documents envoyés à Moscou par les renseignements roumains (qui auraient réussi à infiltrer les archives du Vatican en 1960 et 1962).
Cette accusation d'une opération de désinformation contre l’Église catholique et le pape Pie XII en particulier pour ternir son image, opération montée par le KGB, a été affirmée par l'historien Alberto Melloni (it) lors d'un colloque (Colloquium on the history of Vatican II) tenu à Moscou en avril 1995,. Cette accusation est reprise par le rabbin David Dalin.

## Édition
- Rolf Hochhuth, Le Vicaire, traduction de Françoise Martin et Jean Amsler, éditions du Seuil, 1963[14] (rééd. 2002), 318 pages  (ISBN 978-2-020-01316-1) Avant-propos d'Erwin Piscator ; les pages 256 à 316 sont une postface dans laquelle le dramaturge présente les « éclaircissements historiques » indispensables à une bonne compréhension de la pièce.

## Postérité
La pièce Le vicaire, une tragédie chrétienne, créée par le metteur en scène communiste Erwin Piscator à Berlin-Ouest en 1963 a été jouée dans le monde entier et traduite dans une vingtaine de langues. En 2002, Costa-Gavras adapte cette pièce au cinéma dans le film Amen.,,. 
En 2005, l'auteur de la pièce, Hochhuth, « est poursuivi pour négationnisme et contraint à faire des excuses auprès des organisations juives ».
Citation dans d'autres œuvres
Dans le film Ne vous retournez pas (Don't look now) de Nicolas Roeg, le personnage de John Baxter, interprété par Donald Sutherland, a ce livre posé sur sa table de nuit à Venise, soulignant encore son côté athée, sceptique, voire anticlérical alors qu'il travaille pour la restauration d'une église.

### Articles liés
- Vatican durant la Seconde Guerre mondiale